# Bandiera della Repubblica Socialista Sovietica Tagika

Bandiera della Repubblica Socialista Sovietica Tagika

La bandiera della Repubblica Socialista Sovietica Tagika fu adottata il 20 marzo 1953.
Prima di questa, la bandiera era rossa con il simbolo dorato della falce e martello nell'angolo in alto a sinistra, sopra i caratteri in alfabeto cirillico РСС Тоҷикистон (RSS Toçikiston), il nome della repubblica in lingua tagica e Таджикская ССР (Tadžikskaja SSR), il nome in lingua russa.
La prima bandiera della RSS Tagika fu adottata il 23 febbraio 1929, ed era rossa con lo stemma nell'angolo in alto a sinistra.
Tra il 25 febbraio 1931 e il luglio 1935 la bandiera non aveva i caratteri cirillici.
Tra il 4 luglio 1935 e il 1937, la bandiera era la stessa, ma senza la falce e martello.
Tra il 1937 e l'adozione della sopraddetta bandiera negli anni quaranta, la bandiera era uguale, ma la prima riga di caratteri erano in alfabeto latino (RSS Toçikiston).